# Zeb Atlas
Zeb Atlas (* 15. Oktober 1970 in Portland, Oregon) ist ein US-amerikanischer Pornodarsteller, Bodybuilder und Model.

## Leben
Nach seiner Schulzeit in Portland schloss Atlas an der Oregon State University 1993 ein Studium in Sport und Gesundheitswesen ab. Während seines Studiums betrieb er Bodybuilding und Fitnessübungen und modelte für Fitnessmagazine. Der Fotograf Ron Lloyd wurde auf ihn aufmerksam und produzierte mit Atlas die Videoserie Body Solo. 2003 und 2006 wurde Atlas vom Magazin Men mit dem Titel Man of the Year ausgezeichnet. In verschiedenen Pornofilmen war Zeb Atlas in den 2000er Jahren als Pornodarsteller tätig. 2009 wurde er mit dem Grabby Award als Darsteller des Jahres ausgezeichnet.

## Filmografie (Auswahl)
- Body Solo (2002, Body Image Productions)
- Zeb Atlas Signature Series (2003, Body Image Productions)
- Zeb Atlas Unzipped (2003, MuscleHunks)
- The Caretaker (2004, MuscleGods)
- Bodybuilders’ Jam X (2005, JimmyZ Productions)
- The Many Faces of Zeb (2005, HW Studios)
- Viva The Desert N’ Las Vegas (2005, HW Studios)
- The Farm Hand (2005, HW Studios)
- Adventures In South Florida (2005, HW Studios)
- A God In Paradise (2006, Zeb Atlas Productions)
- The Hitchhiker (2007, MuscleGods)
- Mark Meets Zeb: The Texas Two Step (2007, Zeb Atlas Productions, gemeinsam mit Mark Dalton)
- Friends With Benefits (2007 Zeb Atlas Productions, gemeinsam mit Devon Michaels und Johnny Castle)
- Zeb’s Vegas Adventure (2007, Zeb Atlas Productions, gemeinsam mit Aaron-Mark und Giovanni Volta)
- Bodybuilders’ Jam 23 (JimmyZ Productions)
- Ocotillo (2008, ManifestMen)
- Zeb Atlas Serviced (2008, Jake Cruise Media)
- Best Men Part 1 – The Bachelor Party (2008, Falcon Entertainment)
- Best Men Part 2 – The Wedding Party (2008, Falcon Entertainment)
- Interviewing Muscle (2009, Zeb Atlas Productions, gemeinsam mit Giovanni Volta)
- Berlin Erotic Encounters (2009, Zeb Atlas Productions)
- Sensual Training with Coach (2009, Zeb Atlas Productions, gemeinsam mit Hugo)

## Preise und Auszeichnungen (Auswahl)
- 2003: Zeitschrift Men – Man of the Year (gemeinsam mit Nate Christianson)
- 2006: Zeitschrift Men – Man of the Year
- 2009: GayVN Awards – Best Men
- 2009: GayVN Awards (gemeinsam mit Matthew Rush)
- 2009: Grabby Awards